# Conus marmoreus
Cône marbré
Espèce
Sous-espèces de rang inférieur
- Conus marmoreus marmoreus
- Conus marmoreus suffusus
- Conus marmoreus vidua

Statut de conservation UICN

 LC  : Préoccupation mineure
Conus marmoreus, le Cône marbré, est une espèce de mollusques gastéropodes marin de la famille des Conidae. Il fait partie des cônes venimeux et peut être dangereux pour l'homme.

## Description
Comme tous les conidés, cette espèce présente de nombreuses variations. Extérieurement, sa coquille est noire avec de multiples triangles blancs bien limités, rarement congruents. Cette répartition et la couleur peuvent varier en fonction des hybridations. Les triangles peuvent s'étendre, déborder les uns sur les autres et, à la limite, la couleur noire en venir à disparaître tout à fait, la coquille est alors d'un rose plus ou moins clair, avec parfois des nuances orangées (Conus marmoreus suffusus - Sowerby III, 1870), forme endémique de la région de Bourail en Nouvelle-Calédonie.
- Taille maximale : 15 cm.

## Répartition
Océan Pacifique.

## Habitat
Animal nocturne qui le jour se cache sous les pierres ou dans le sable. Se trouve entre 10 cm et 20 m de profondeur.

## Synonymie
- Rhombus cylindro-pyramidalis (Lister)
- Cylindrus  indicus (Bonnani)[1]

Il existe des synonymes pour le nom vernaculaire :
– cône marbré ;
– cône damier.

## Galerie

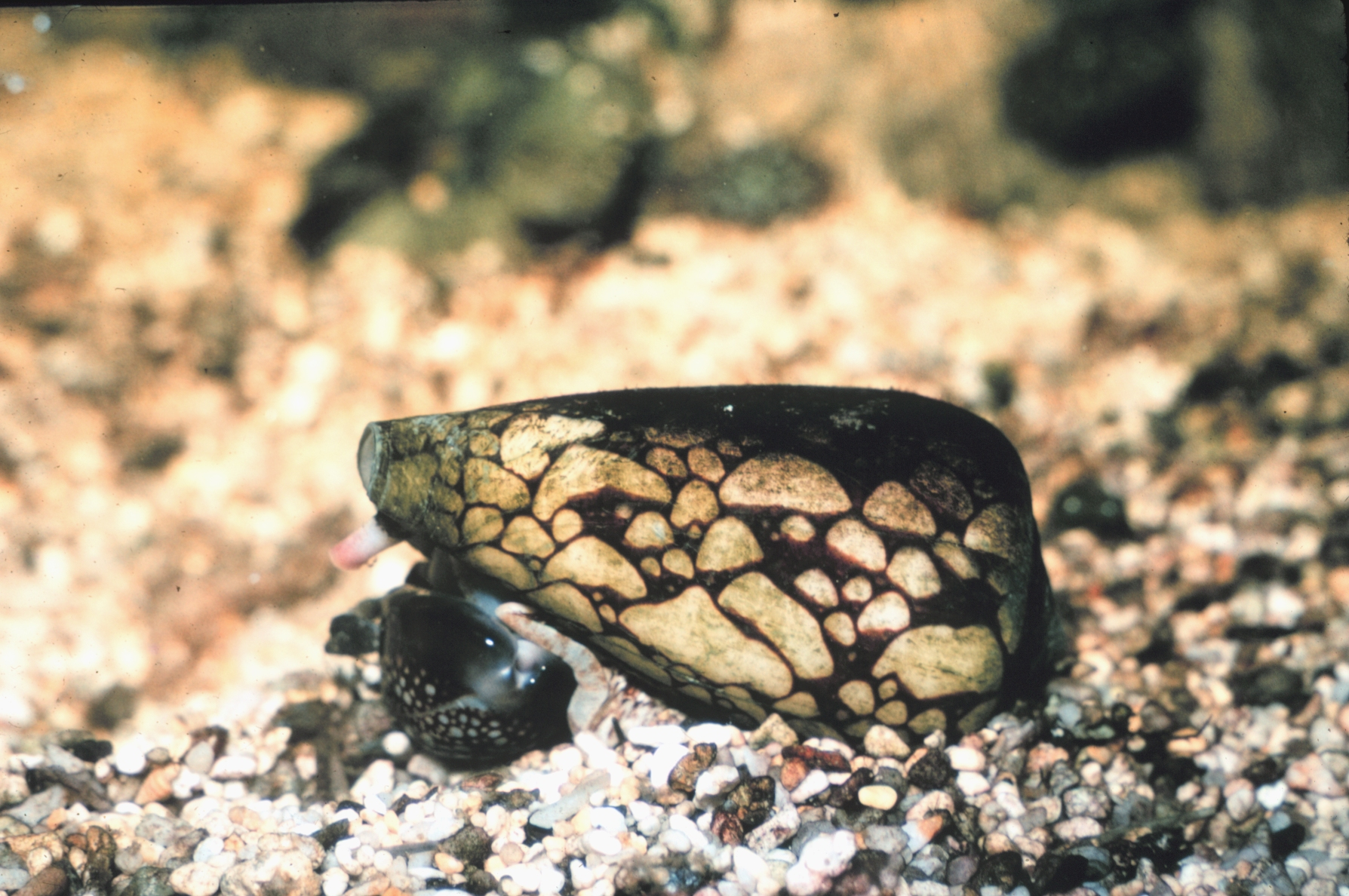
Cône marbré en train de manger une cyprée.

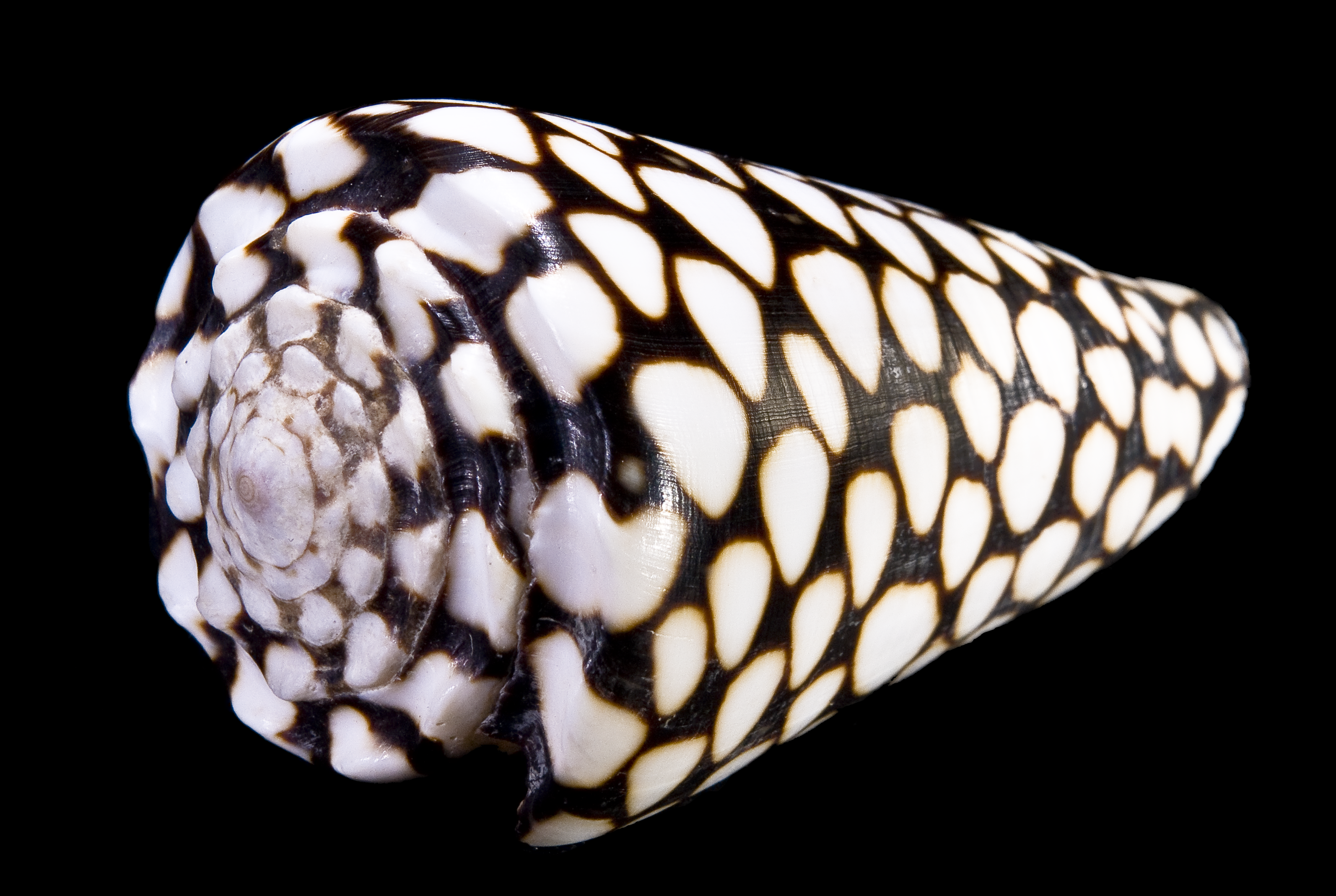
Cône marbré
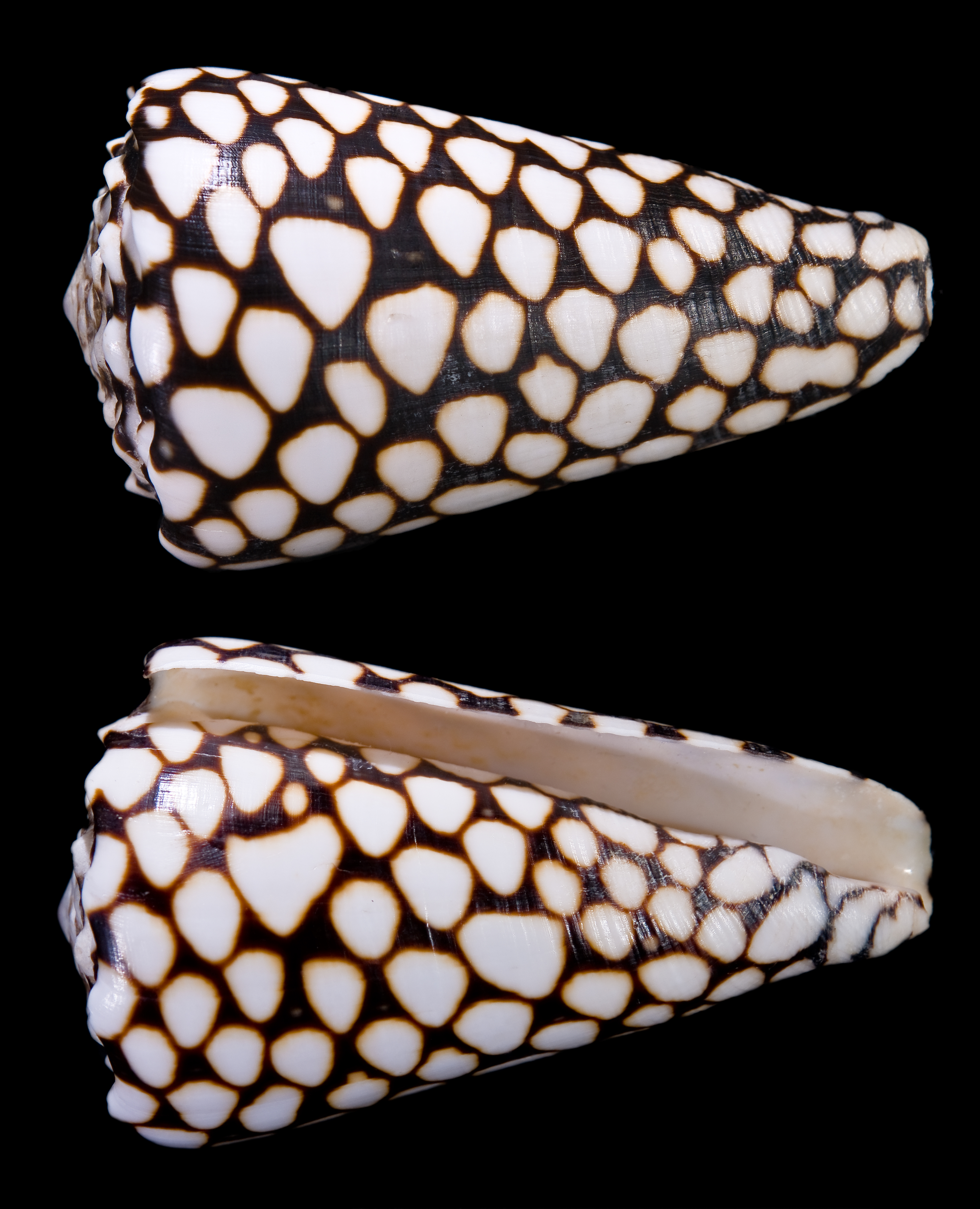
Cône marbré Profils
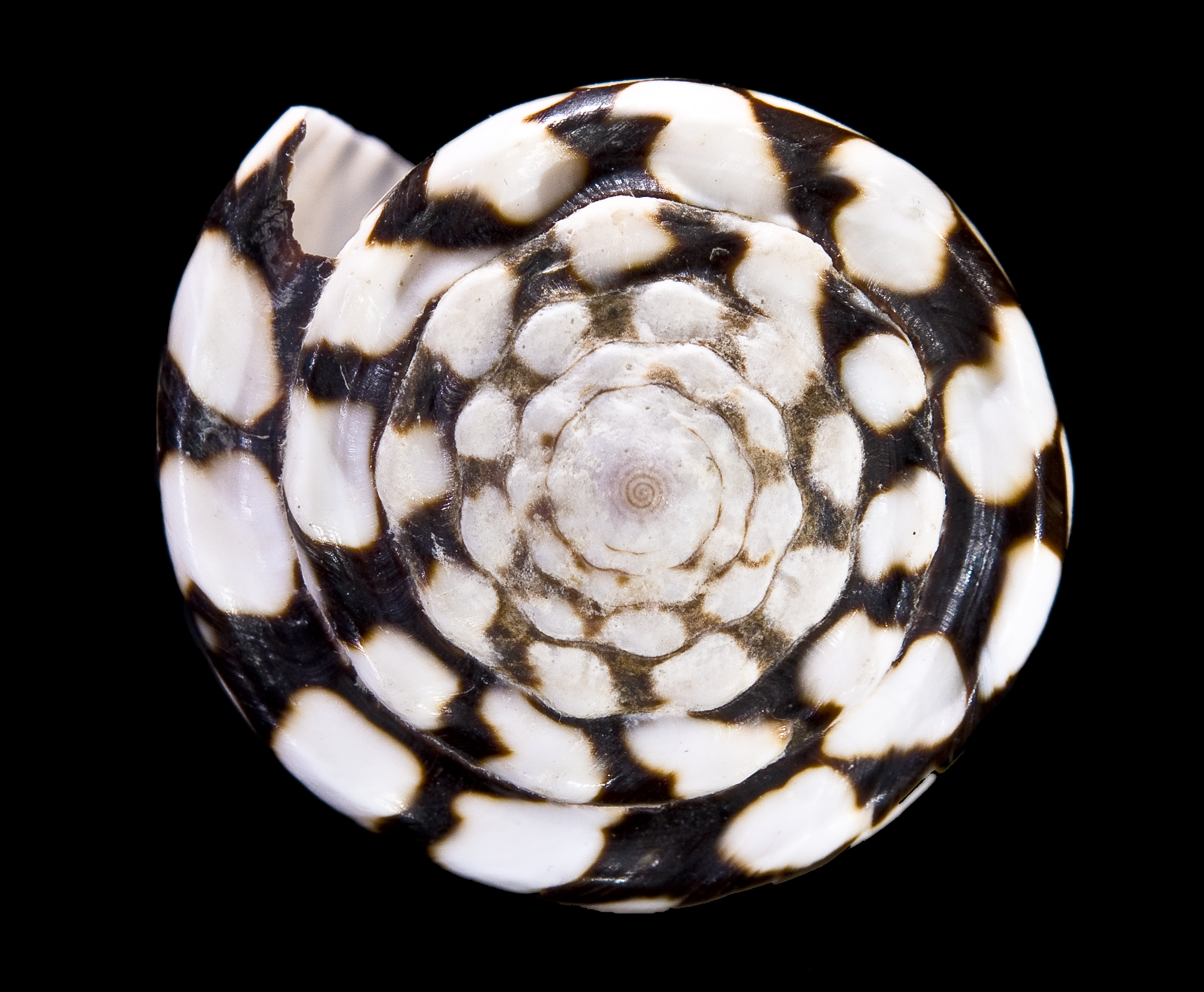
Apex

## Cônes venimeux (liste non exhaustive)
- Conus aulicus
- Conus auratus
- Conus consors
- Conus geographus (peut être mortel)
- Conus magnificus
- Conus magus
- Conus marmoreus
- Conus obscurus
- Conus pennaceus
- Conus striatus
- Conus textile
- Conus tulipa